# 宮崎口站
宮崎口站（日语：／ Miyazakiguchi eki */?）是一座位於愛知縣幡豆郡吉田町大字乙川（現時：西尾市吉良町乙川），名古屋鐵道蒲郡線的車站（廢站）。
在三河鐵道延伸至三河鳥羽站時，當時吸引了沿線的居民於中途加設車站，其中希望在富好地內的真正寺前設置車站，但是最後沒有實現，反而為了方便宮崎海岸（宮崎海灘）的交通服務，於富好的東邊乙川地內設置了宮崎口停留所。
但是，由於車站距離海灘3公里以上，加上前往海灘的乘客會從西尾站、上橫須賀站或吉良吉田站（吉良吉田）乘坐巴士，或者從吉田港乘坐渡輪前往海灘。後來在太平洋戰爭期間的1944年，為了省電的關係，此站便暫停營業。在戰後車站沒有重開，最後在1970年10月5日廢除。

## 歷史
- 1929年（昭和4年）8月11日 - 三河鐵道三河吉田至三河鳥羽之間開業，設置宮崎口停留所[1]。
- 1935年（昭和10年）1月22日 - 車站正式啟用[1]。
- 1941年（昭和16年）6月1日 - 三河鐵道合併至名古屋鐵道，成為名古屋鐵道三河線的車站。
- 1944年（昭和19年） - 車站暫停營業止[2]。
- 1948年（昭和23年）5月16日 - 暫停營業中的三河吉田至蒲郡之間的路線名稱變更為蒲郡線。
- 1970年（昭和45年）10月5日 - 車站被廢除[2]。

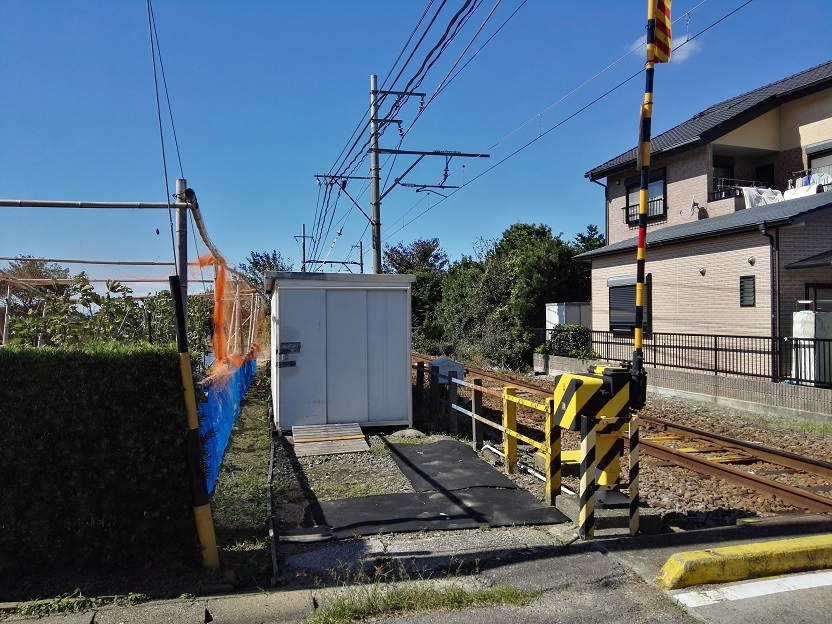
宮崎口站 遺址附近(2018年)

## 車站周邊
- 宮崎海岸
  - 吉良威基基海灘（吉良海灘）
    - 宮崎海灘
    - 惠比壽海灘

  - 吉良溫泉（日语：吉良温泉）
  - 吉田港
- 正法寺古墳（日语：正法寺古墳）

## 相鄰車站
所屬路線和相鄰車站取自車站營業時代。
名古屋鐵道
三河線
三河吉田－宮崎口－三河鳥羽

## 注腳
1. 1 2  日本鉄道旅行地図帳 追加・訂補 7号 東海 （页面存档备份，存于）（日語） - 鐵道論壇
2. 1 2  今尾惠介（監修）.  7号. 新潮社. 2008: 46. ISBN 978-4107900258 （日语）.